# تپه سراب شرف‌آباد ۲
تپه سراب شرف آباد ۲ مربوط به مس و سنگ است و در اسلام‌آباد غرب، غرب سراب شرف آباد، ۲۵۰ متری تپه سرای شرف آباد واقع شده و این اثر در تاریخ ۱۴ اسفند ۱۳۸۵ با شمارهٔ ثبت ۱۷۸۱۹ به‌عنوان یکی از آثار ملی ایران به ثبت رسیده است.